# Salvia perrieri
Salvia perrieri là một loài thực vật có hoa trong họ Hoa môi. Loài này được Hedge miêu tả khoa học đầu tiên năm 1972.